# Jaroslav Jeřábek
Jaroslav Jeřábek (né le 2 avril 1971 à Louny en Tchécoslovaquie) est un coureur cycliste sur piste slovaque. Spécialiste de la piste, il finit deuxième du classement général de la Coupe du monde sur piste de vitesse en 2003.

## Palmarès

### Jeux olympiques
- Barcelone 1992
  - Seizième de finaliste de la vitesse individuelle
- Sydney 2000
  - 6e de la vitesse par équipes (avec Peter Bazálik et Ján Lepka)
  - Quart de finaliste du keirin
- Athènes 2004
  - 12e de la vitesse par équipes (avec Peter Bazálik et Ján Lepka)
  - Quart de finaliste du keirin
  - Seizième de finaliste de la vitesse individuelle

### Championnats du monde juniors
- Moscou 1989
  -  Médaillé d'argent de la vitesse

### Coupe du monde
- 1999
  - 2e de la vitesse par équipes à Cali (avec Peter Bazálik et Ján Lepka)
- 2001
  - 2e du keirin à Szczecin
- 2002
  - 2e de la vitesse par équipes à Cali (avec Peter Bazálik et Ján Lepka)
- 2003
  - 2e du classement général de la vitesse individuelle
  - 2e de la vitesse individuelle au Cap
  - 2e de la vitesse par équipes à Aguascalientes (avec Peter Bazálik et Ján Lepka)
  - 3e du keirin à Aguascalientes
  - 3e de la vitesse individuelle à Moscou

### Championnats d'Europe
- 1998
  - 7e de l'omnium sprint
- 2001
  - 5e de l'omnium sprint
- 2005
  - 4e de l'omnium sprint
- 2006
  - 7e de l'omnium sprint
- 2007
  - 4e de l'omnium sprint

## Récompenses
- Cycliste slovaque de l'année : 2000